# Sân vận động tượng đài Antonio Vespucio Liberti
Sân vận động tượng đài Antonio Vespucio Liberti (tiếng Tây Ban Nha: Estadio Monumental Antonio Vespucio Liberti, phát âm tiếng Tây Ban Nha: [esˈtaðjo monumenˈtal anˈtonjo βesˈpusjo liˈβeɾti]), cũng được gọi là Sân vận động River Plate, Tượng đài Nuñez, hoặc đơn giản là El Monumental, là một sân vận động ở quận Belgrano của Buenos Aires, Argentina. Đây là sân nhà của câu lạc bộ bóng đá River Plate.
Sân được khánh thành vào ngày 25 tháng 5 năm 1938 và được đặt tên theo cựu chủ tịch câu lạc bộ Antonio Vespucio Liberti. Đây là sân vận động lớn nhất ở Argentina với sức chứa 70.074 chỗ ngồi và cũng là sân nhà của đội tuyển bóng đá quốc gia Argentina. Đó là địa điểm chính trong Đại hội Thể thao Liên châu Mỹ 1951. Sân đã tổ chức trận chung kết Giải vô địch bóng đá thế giới 1978 giữa Argentina và Hà Lan. Ngoài ra, sân đã tổ chức bốn trận chung kết của Cúp bóng đá Nam Mỹ, gần đây nhất là vào năm 2011.

## Lịch sử
Club Atlético River Plate được thành lập vào năm 1901 và đến năm 1934, đội đã giành được hai chức vô địch. Vào thời điểm đó, câu lạc bộ có biệt danh là "Los Millonarios" (Triệu phú trong tiếng Tây Ban Nha) vì mua tiền đạo Carlos Peucelle mà River đã trả một số tiền rất lớn. Vào ngày 31 tháng 10 năm 1934, River Plate đã mua mảnh đất nơi câu lạc bộ xây dựng sân vận động mới trong khu phố của Belgrano.

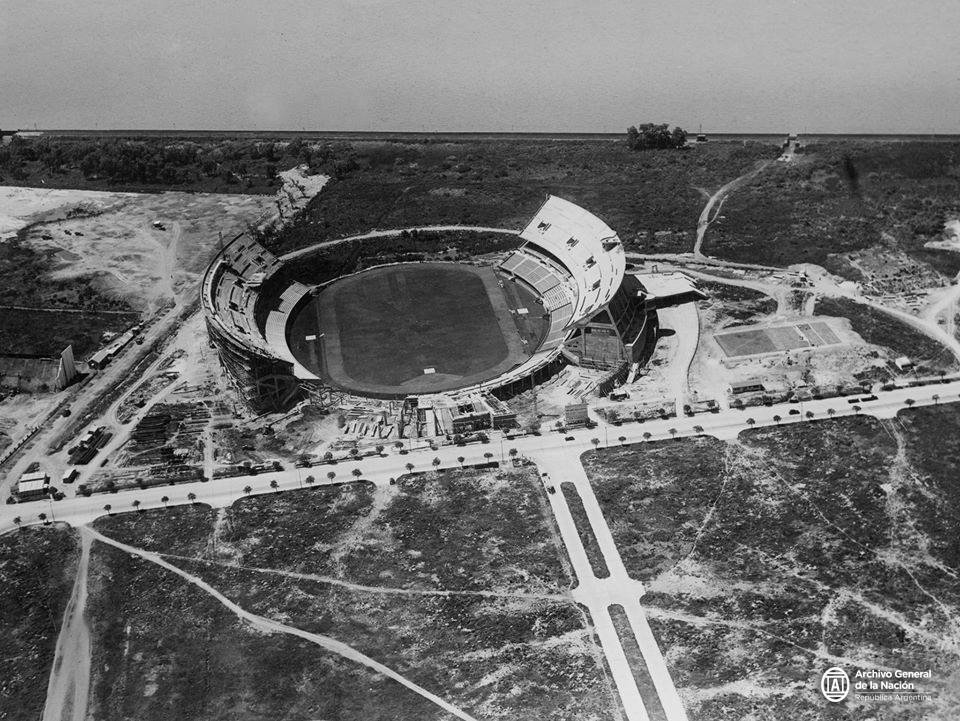
Sân vận động đang được xây dựng, 1937

El Monumental được xây dựng trên vùng đất khai hoang từ bờ biển đầm lầy Río de la Plata. Vào ngày 25 tháng 5 năm 1935, các tảng đá đã được đặt trên các đại lộ Thiên niên kỷ (nay là Figueroa Alcorta) và Río de la Plata (Udaondo). Vào ngày 1 tháng 12 năm đó, Ban chỉ đạo đã trình bày chi tiết dự án đã được phê duyệt cho các thành viên của mình tại một hội nghị. Họ đã nhận được khoản vay 2.500.000 đô la từ chính phủ và vào ngày 27 tháng 9 năm 1936, việc xây dựng bắt đầu dưới sự chỉ đạo của kiến trúc sư José Aslan và Héctor Ezcurra.
Chi phí xây dựng ban đầu lên tới con số 4.379.545,80 đô la, nhưng đã giảm xuống còn khoảng 3 triệu đô la khi ủy ban quyết định tạm dừng việc xây dựng đầu phía bắc của sân vận động do không có đủ tiền.

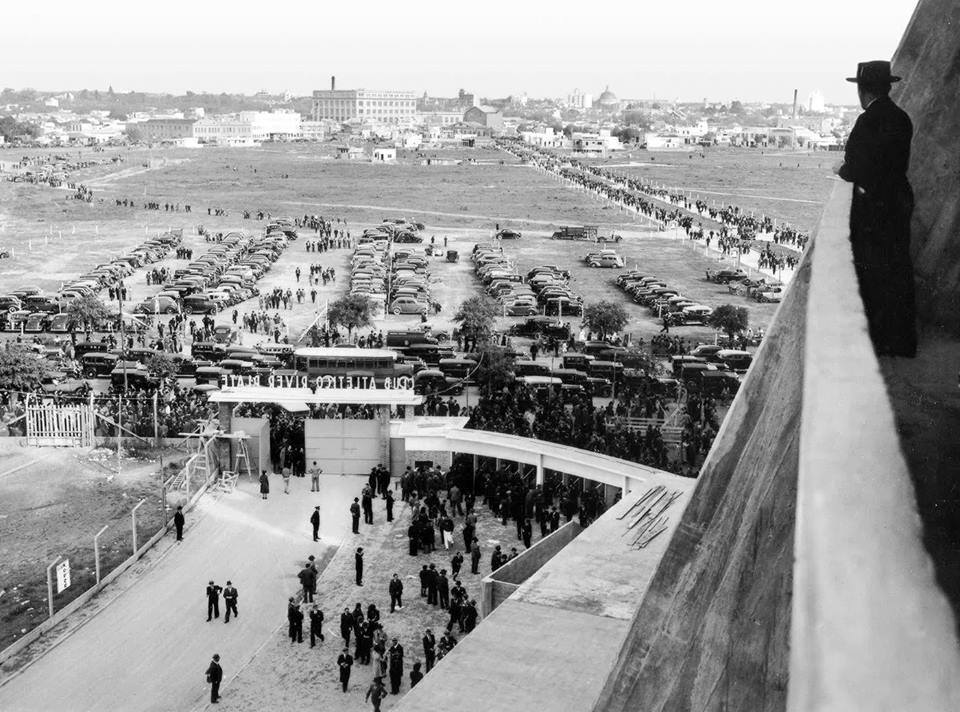
Lối vào sân vận động trong ngày khánh thành

Độ móng của sân vận động sâu 6 hoặc 8 feet. Điều này đòi hỏi phải đào hố mở để đảm bảo sự ổn định của mặt đất và bơm nước từ khu vực này. Việc xây dựng ba khán đài đã được hoàn thành trong hai năm. Có 50 km bậc thang, với 26.000 mét vuông bê tông cốt thép và gần 3.000 tấn thép.
Sân vận động đã được khánh thành vào thứ Tư ngày 26 tháng 5, giữa khoảng 70.000 người. Họ đã chứng kiến việc trao một lá cờ Argentina, một từ câu lạc bộ, được trả tiền bởi một nhóm cộng sự, và sau đó hát quốc ca và bài thánh ca River Plate.
Ngày hôm sau, gần 68.000 khán giả đã có mặt. Sau nhiều hoạt động, buổi tối kết thúc bằng trận đấu giữa River Plate và câu lạc bộ Peñarol của Uruguay, với chiến thắng 3–1 cho đội chủ nhà. Trong mùa giải 2016-17, River Plate đã thu hút số lượng khán giả trên sân nhà trung bình là 37.000 người, cao thứ hai giải đấu.

## Sự kiện đáng chú ý
Khi dự án Monumental được thiết kế ban đầu, sân bao gồm bốn khán đài hai tầng. Do vốn vay ngân hàng không đủ để thực hiện toàn bộ dự án nên sân vận động chỉ còn lại hình móng ngựa. Vành móng ngựa được bao bọc một phần vào năm 1958, dưới sự chủ trì của câu lạc bộ Enrique Pardo. Việc xây dựng mới, khán đài Colonia hạng nhất, được tài trợ bởi số tiền thu được từ vụ chuyển nhượng 10 triệu peso của Omar Sivori cho Juventus của Ý. Với việc xây mới, sức chứa của sân vận động đạt 90.000 người.

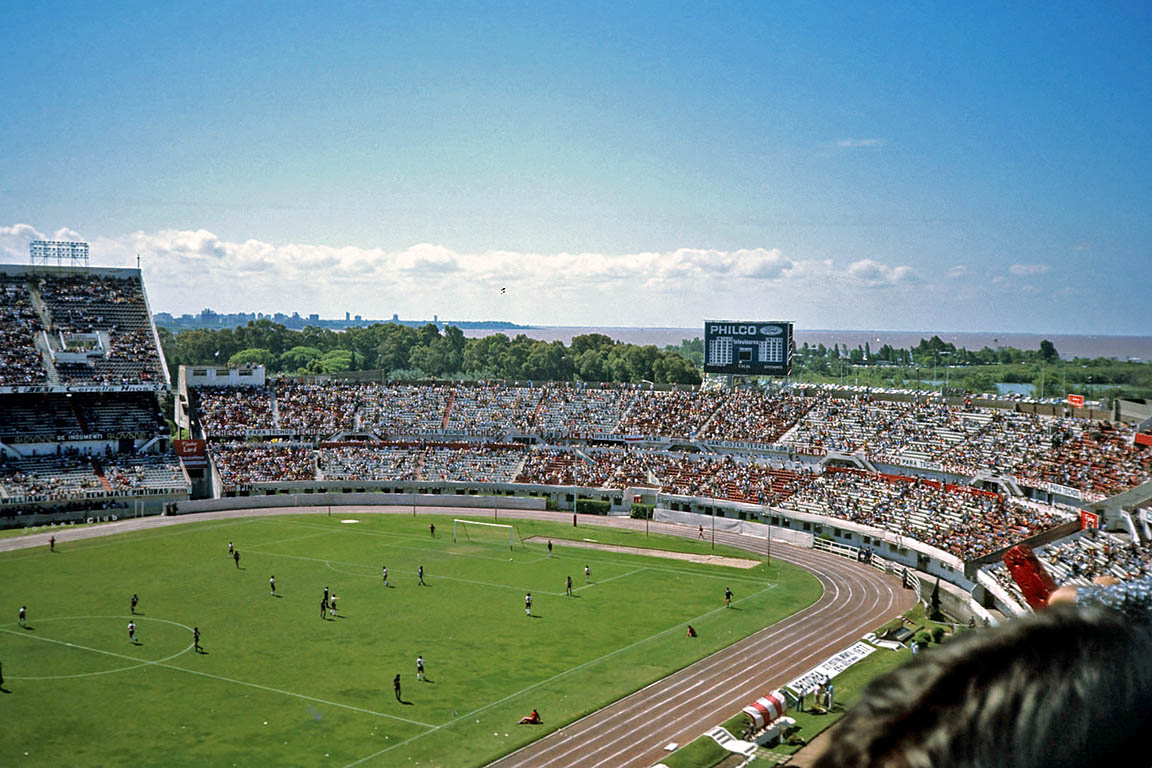
Quang cảnh sân vận động trước khi cải tạo cho Giải vô địch bóng đá thế giới 1978. Chỉ có một tầng của khán đài Sivori được xây dựng vào thời điểm đó

Sân vận động đã được tu sửa lại và cuối cùng đã hoàn thành để đáp ứng dự án ban đầu sau khi Argentina được trao quyền đăng cai World Cup 1978. River Plate đã được Chính phủ quân sự của đất nước cho mượn tiền vào thời điểm đó nhưng họ phải vật lộn để trả nợ do sự thay đổi của tiền tệ, điều này có ảnh hưởng bất lợi cho đội. Monumental là sân vận động chính của World Cup 1978. Địa điểm được mở vào ngày 1 tháng 6 cho trận đấu giữa Tây Đức và Ba Lan. Sân đã tổ chức thêm bảy trận nữa, bao gồm trận chung kết giữa Argentina và Hà Lan.
San Lorenzo đã đạt kỷ lục về số lượng khán giả của một trận đấu cho đội khách nhiều nhất vào năm 1982. Trong trận đấu ở giải hạng hai của họ với Tigre, San Lorenzo (lúc đó không có sân vận động), đã mang hơn 70.000 khán giả đến sân vận động của River. Năm 1975, khi River có trận đấu với Racing để giành danh hiệu (sau 18 năm trắng tay), 100.000 người đã có mặt. Vào cuối trận chung kết lượt về Copa Libertadores 1986 và 1996 (cả hai đều gặp América de Cali), nhiều ghế hơn đã được bổ sung và có khoảng 86.000 khán giả tham dự. Người ta ước tính rằng trận bán kết Cúp bóng đá Nam Mỹ 1987 giữa Argentina và Uruguay có hơn 87.000 khán giả tham dự. Năm 1993, trong trận đấu tranh vòng loại cho Giải vô địch bóng đá thế giới 1994, Argentina đã thua Colombia 5–0, trận thua đậm nhất trên sân nhà. Tuy nhiên, kể từ đó, Argentina chưa từng thua trận nào ở vòng loại World Cup trong khuôn khổ sân vận động này cho đến khi Ecuador thắng 2–0 vào ngày 8 tháng 10 năm 2015.
Tổng chiều dài các chỗ ngồi trên khán đài của sân vận động là hơn 70 km.

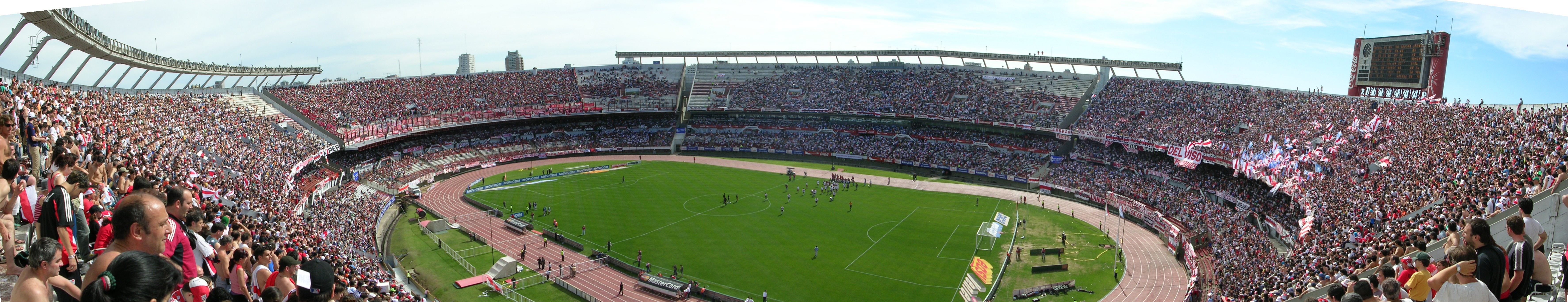
Toàn cảnh bên trong sân vận động. River Plate đấu với Independiente tại Vòng 16 đội Apertura 2004. River Plate thắng 3–0.

## Các sự kiện thể thao
Monumental, ngoài việc là sân nhà của River Plate, còn là sân nhà của đội tuyển bóng đá quốc gia Argentina trong các trận đấu trên sân nhà của họ cho các sự kiện như vòng loại Giải vô địch bóng đá thế giới.
Monumental cũng là nơi tổ chức lễ bế mạc và các sự kiện điền kinh của Đại hội Thể thao Liên châu Mỹ lần thứ nhất vào năm 1951. Sân vận động đã tổ chức Super Special Stage đầu tiên của giải Rally Argentina 2007 của WRC.
Các trận đấu rugby union có sự góp mặt của đội tuyển rugby union quốc gia Argentina, Los Pumas, cũng thỉnh thoảng diễn ra trên sân này, mặc dù các Pumas thường chơi ở các sân vận động khác hơn.

### Bóng đá

#### Giải vô địch bóng đá thế giới 1978
Sân vận động đã tổ chức các trận đấu sau đây trong thời gian diễn ra World Cup:

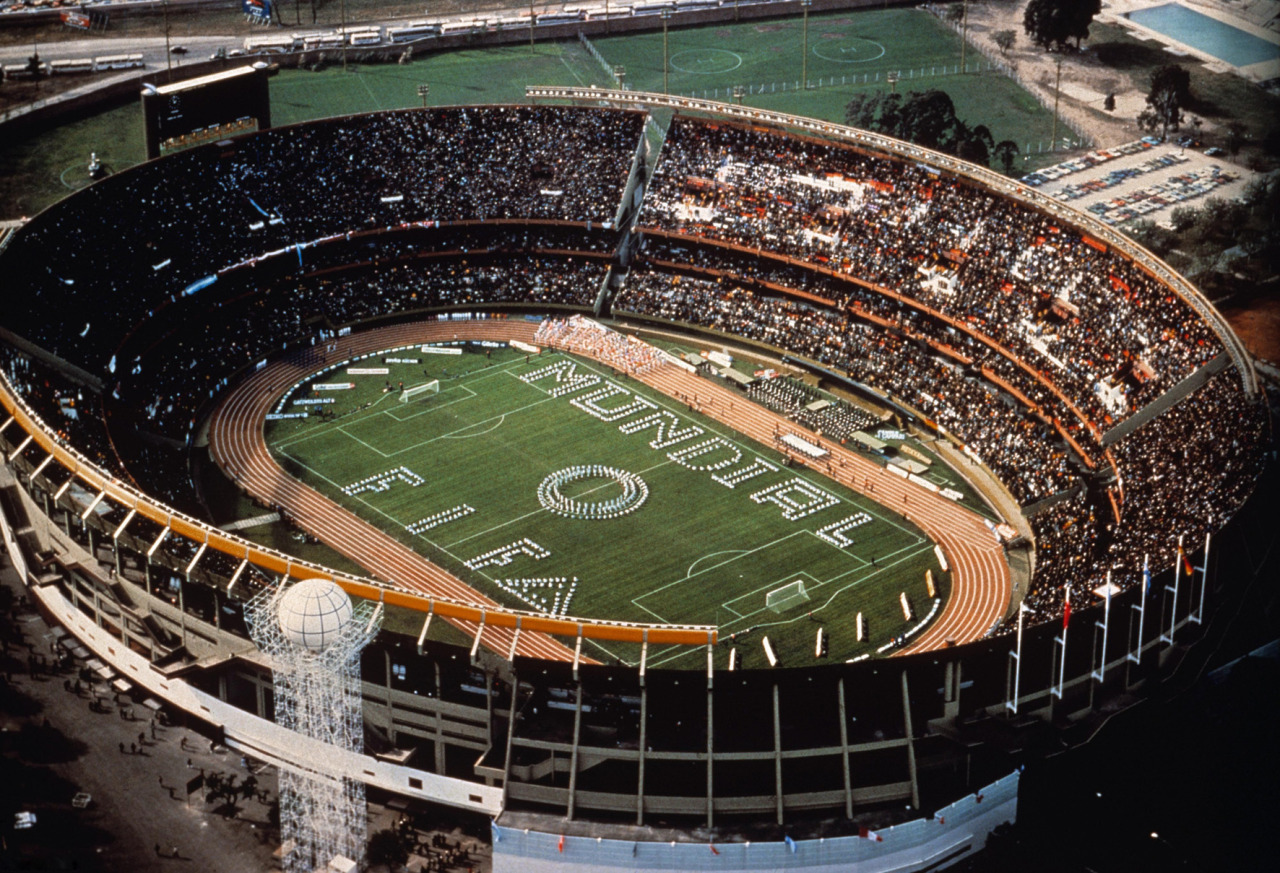
Quang cảnh sân vận động trong lễ khai mạc Giải vô địch bóng đá thế giới 1978

| Ngày       | Vòng          | Bảng | Đội #1    | Kết quả    | Đội #2    |
| ---------- | ------------- | ---- | --------- | ---------- | --------- |
| 1 tháng 6  | 1             | 2    | Tây Đức   | 0–0        | Ba Lan    |
| 2 tháng 6  | 1             | 1    | Argentina | 2–1        | Hungary   |
| 6 tháng 6  | 1             | 1    | Argentina | 2–1        | Pháp      |
| 10 tháng 6 | 1             | 1    | Ý         | 1–0        | Argentina |
| 14 tháng 6 | 2             | A    | Tây Đức   | 0–0        | Ý         |
| 18 tháng 6 | 2             | A    | Ý         | 1–0        | Áo        |
| 21 tháng 6 | 2             | A    | Hà Lan    | 2–1        | Ý         |
| 24 tháng 6 | Tranh hạng ba |      | Brasil    | 2–1        | Ý         |
| 25 tháng 6 | Chung kết     |      | Argentina | 3–1 (h.p.) | Hà Lan    |

#### Các trận đấu giao hữu quốc tế
| Ngày                 | Đội nhà   | Kết quả | Đội khách          |
| -------------------- | --------- | ------- | ------------------ |
| 14 tháng 5 năm 1953  | Argentina | 3–1     | Anh                |
| 5 tháng 7 năm 1953   | Argentina | 1–0     | Tây Ban Nha        |
| 24 tháng 6 năm 1956  | Argentina | 1–0     | Ý                  |
| 24 tháng 7 năm 1960  | Argentina | 2–0     | Tây Ban Nha        |
| 18 tháng 11 năm 1961 | Argentina | 1–2     | Liên Xô            |
| 28 tháng 3 năm 1962  | Argentina | 1–0     | México             |
| 1 tháng 12 năm 1965  | Argentina | 1–1     | Liên Xô            |
| 28 tháng 11 năm 1976 | Argentina | 0–0     | Liên Xô            |
| 25 tháng 4 năm 1979  | Argentina | 2–1     | Bulgaria           |
| 9 tháng 10 năm 1980  | Argentina | 2–0     | Bulgaria           |
| 12 tháng 10 năm 1980 | Argentina | 2–1     | Ba Lan             |
| 28 tháng 10 năm 1981 | Argentina | 1–2     | Ba Lan             |
| 11 tháng 11 năm 1981 | Argentina | 1–1     | Tiệp Khắc          |
| 24 tháng 3 năm 1982  | Argentina | 1–1     | Đức                |
| 14 tháng 4 năm 1982  | Argentina | 1–1     | Liên Xô            |
| 2 tháng 8 năm 1984   | Argentina | 0–0     | Uruguay            |
| 9 tháng 5 năm 1985   | Argentina | 1–1     | Paraguay           |
| 14 tháng 5 năm 1985  | Argentina | 2–0     | Chile              |
| 20 tháng 6 năm 1987  | Argentina | 0–1     | Paraguay           |
| 18 tháng 6 năm 1992  | Argentina | 2–0     | Úc                 |
| 27 tháng 12 năm 1994 | Argentina | 1–0     | Nam Tư             |
| 8 tháng 11 năm 1995  | Argentina | 0–1     | Brasil             |
| 25 tháng 5 năm 1998  | Argentina | 2–0     | Nam Phi            |
| 4 tháng 9 năm 1999   | Argentina | 2–0     | Brasil             |
| 24 tháng 5 năm 2010  | Argentina | 5–0     | Canada             |
| 7 tháng 9 năm 2010   | Argentina | 4–1     | Tây Ban Nha        |
| 20 tháng 6 năm 2011  | Argentina | 4–0     | Albania            |
| 4 tháng 6 năm 2014   | Argentina | 3–0     | Trinidad và Tobago |

### Các trận đấu Rugby Test
| 12 tháng 11 năm 2000 |

| Argentina | 33 - 37 | Nam Phi |
| --------- | ------- | ------- |
|           |         |         |

| Khán giả: 65.000 Trọng tài: (Scott Young ) |

| 1 tháng 12 năm 2001 |

| Argentina | 20 - 24 | New Zealand |
| --------- | ------- | ----------- |
|           |         |             |

| Khán giả: 50.000 Trọng tài: (Scott Young ) |

| 2 tháng 11 năm 2002 |

| Argentina | 6 - 17 | Úc |
| --------- | ------ | -- |
|           |        |    |

| Khán giả: 65.000 Trọng tài: (Kevin Deaker ) |

## Buổi hòa nhạc
Khi một nghệ sĩ hoặc ban nhạc biểu diễn quốc tế đến thăm Buenos Aires, các buổi hòa nhạc thường được tổ chức tại sân vận động này, vì đây là sân vận động lớn nhất trong thành phố và toàn Argentina.
Sân vận động đã tổ chức buổi lễ cuối cùng Human Rights Now! Benefit Concert của Tổ chức Ân xá Quốc tế vào ngày 15 tháng 10 năm 1988. Buổi biểu diễn do Bruce Springsteen & E Street Band đứng đầu, và còn có sự góp mặt của Sting, Peter Gabriel, Tracy Chapman, Youssou N'Dour, León Gieco và Charly García, buổi hòa nhạc đã có 75.000 người tham dự.
Chuyến lưu diễn Sound+Vision Tour của David Bowie được tổ chức vào ngày 29 tháng 9 năm 1990. Anh đã bán được hơn 81.900 vé chỉ từ một buổi biểu diễn.
Vào ngày 5 tháng 10 năm 1990, Eric Clapton đã chơi một buổi hòa nhạc trong chuyến lưu diễn Journeyman World Tour của anh trước 70.000 người.
INXS biểu diễn tại sân vận động vào ngày 22 tháng 1 năm 1991 trong The X Factor World Tour.
Prince biểu diễn tại sân vận động vào tháng 1 năm 1991 trong Lễ hội Rock & Pop. Liên hoan có các ca sĩ Robert Plant, Joe Cocker và Billy Idol, cùng những người khác.
Elton John biểu diễn tại sân vận động vào ngày 21 và 22 tháng 11 năm 1992 trong The One Tour. Đó là màn trình diễn đầu tiên của anh ở Argentina.
Paul Simon biểu diễn tại sân vận động vào tháng 12 năm 1992 trong Lễ hội Derby. Lễ hội bao gồm các ban nhạc The Cult, John Kay, Inspiral Carpets, cùng những ban nhạc khác.
Guns N' Roses lần đầu tiên biểu diễn tại sân vận động với hai buổi hòa nhạc vào ngày 5–6 tháng 12 năm 1992, trong khuôn khổ chuyến lưu diễn Use Your Illusion Tour của họ. Hơn nửa năm sau, vào ngày 16–17 tháng 7 năm 1993, ban nhạc đã biểu diễn thêm hai buổi hòa nhạc nữa là buổi diễn cuối cùng của cùng một chuyến lưu diễn, đánh dấu màn trình diễn cuối cùng của họ với hầu hết đội hình ban đầu trong hơn hai thập kỷ. 23 năm sau, nhóm tái hợp với các thành viên kinh điển Slash và Duff McKagan, chơi hai buổi trình diễn vào ngày 4–5 tháng 11 năm 2016, như một phần của chuyến lưu diễn Not in This Lifetime... Tour.
Năm 1993, siêu sao người Mỹ Michael Jackson đã biểu diễn ba buổi hòa nhạc cháy vé trong khuôn khổ chuyến lưu diễn Dangerous World Tour của anh tại sân vận động, vào ngày 8, 10 và 12 tháng 10, với tổng số khán giả là 225.000 người hâm mộ (75.000 người mỗi buổi diễn). Buổi hòa nhạc cuối cùng được ghi hình cho một bộ phim tài liệu nhưng sau đó nó đã bị Michael Jackson hủy bỏ. Tuy nhiên, buổi biểu diễn này đã bị rò rỉ trên mạng.
Paul McCartney đã biểu diễn ba buổi hòa nhạc tại sân vận động vào tháng 12 năm 1993 trong The New World Tour, lần đầu tiên tại nước này. Mười bảy năm sau, anh trở lại Argentina để biểu diễn hai buổi hòa nhạc trước 82.000 người, như một phần của chuyến lưu diễn Up and Coming Tour vào tháng 11 năm 2010.
Phil Collins biểu diễn tại sân vận động vào ngày 23 và 24 tháng 4 năm 1995 trong Both Sides of the World Tour.
The Rolling Stones đã biểu diễn năm buổi hòa nhạc cháy vé tại sân vận động trong chuyến lưu diễn Voodoo Lounge Tour vào năm 1995. Ban nhạc người Anh đã biểu diễn năm lần một lần nữa vào năm 1998 cho chuyến lưu diễn Bridges to Babylon Tour và hai lần nữa vào năm 2006 trong chuyến lưu diễn A Bigger Bang Tour. Những buổi hòa nhạc cuối cùng này đã được phát hành như một phần của DVD hòa nhạc bốn đĩa The Biggest Bang vào năm 2007.
Ban nhạc punk rock bán tải The Ramones biểu diễn buổi biểu diễn cuối cùng của họ ở Nam Mỹ vào ngày 16 tháng 3 năm 1996.
Backstreet Boys biểu diễn tại sân vận động vào ngày 28 tháng 4 năm 2001 trong Black & Blue Tour.
Vào ngày 6 tháng 10 năm 2001, Eric Clapton biểu diễn tại sân vận động trong chuyến lưu diễn Reptile World Tour của anh, bán được tổng cộng 35.000 vé.
Red Hot Chili Peppers đã biểu diễn một buổi hòa nhạc tại sân vận động vào ngày 16 tháng 10 năm 2002 trong chuyến lưu diễn By The Way Tour của họ. Sau đó, họ chơi một buổi hòa nhạc khác vào ngày 18 tháng 9 năm 2011 trong chuyến lưu diễn I'm with You World Tour.
Năm 1998, ban nhạc rock Ireland U2 đã mang chuyến lưu diễn PopMart Tour của họ đến Nam Mỹ và biểu diễn Mothers of the Disappained cùng với Mothers of the Plaza de Mayo, những người mẹ của những đứa trẻ đã biến mất dưới chế độ độc tài của Argentina và Chile, được đưa lên sân khấu. Ban nhạc trở lại một lần nữa cho chuyến lưu diễn Vertigo Tour của họ vào năm 2006 để quay những gì sẽ trở thành U23D, bộ phim kỹ thuật số 3D người thật đầu tiên.
Madonna biểu diễn hai buổi hòa nhạc cháy vé vào tháng 10 năm 1993 trong The Girlie Show và bốn buổi khác vào tháng 12 năm 2008, trong chuyến lưu diễn Sticky & Sweet Tour của cô; hai trong số những buổi hòa nhạc này đã được quay và sau đó được phát hành thành CD/DVD có tựa đề Sticky & Sweet Tour. Cô giữ kỷ lục bán hết vé nhanh nhất buổi hòa nhạc tại sân vận động cho buổi biểu diễn đầu tiên của mình, với hơn 263.000 vé được bán trong ba giờ. Cô cũng biểu diễn tại sân vận động vào ngày 13 tháng 12 và ngày 15 tháng 12 năm 2012 như một phần của The MDNA Tour.
Năm 2003, ca sĩ nhạc pop quốc tế Shakira đã chơi một buổi hòa nhạc bán hết vé trong chuyến lưu diễn Tour of the Mongoose của cô, là nữ nghệ sĩ Latin đầu tiên và duy nhất bán hết vé tại Sân vận động River Plate.
Robbie Williams biểu diễn tại sân vận động vào ngày 14 và 15 tháng 10 trong chuyến lưu diễn Close Encounters Tour năm 2006 của anh.
Vào ngày 15–16 tháng 5 năm 2007, High School Musical biểu diễn các bản hit của họ từ High School Musical The Tour, mang tên High School Musical The Concert.

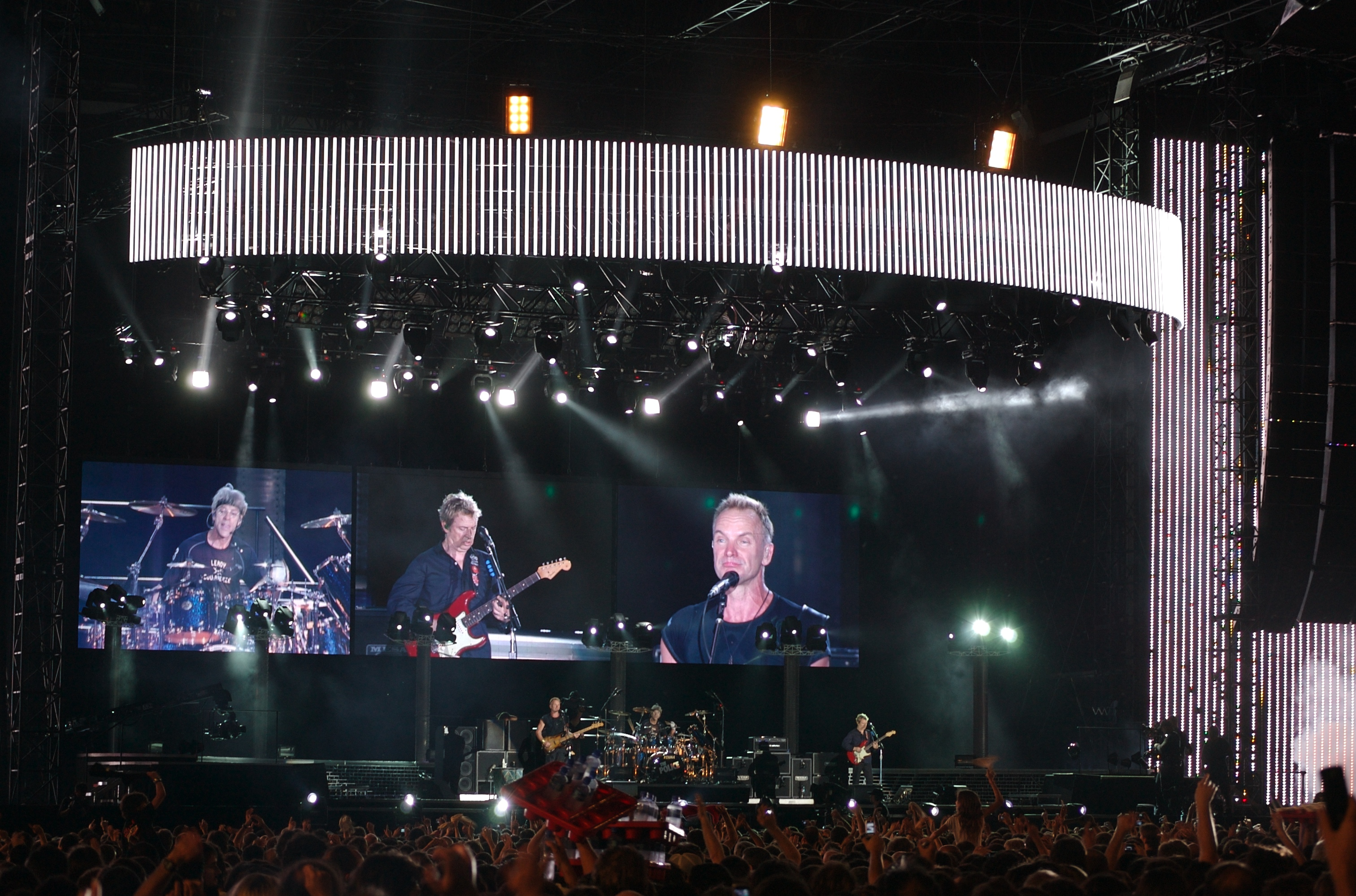
The Police vào năm 2007, trong chuyến lưu diễn Reunion Tour của nhóm

Aerosmith biểu diễn tại sân vận động vào năm 2007 trong chương trình Quilmes Rock. Hơn 70.000 khán giả đã tham dự. Lễ hội bao gồm các ban nhạc Keane, Evanescence, Velvet Revolver, Bad Religion, The Psychedelic Furs. The Police đã biểu diễn tại Sân vận động tượng đài vào ngày 1 và 2 tháng 12 năm 2007 trong chuyến lưu diễn Reunion Tour của họ. Năm 2008, ban nhạc phát hành CD/DVD Certifiable trực tiếp được thu âm trong buổi hòa nhạc này.
Năm 2009, ban nhạc Oasis của Anh đã trình bày một trong những buổi hòa nhạc lớn nhất trong lịch sử của họ. Noel Gallagher và công chúng Argentina chia sẻ khoảnh khắc xúc động khi chơi bài "Don't Look Back in Anger".

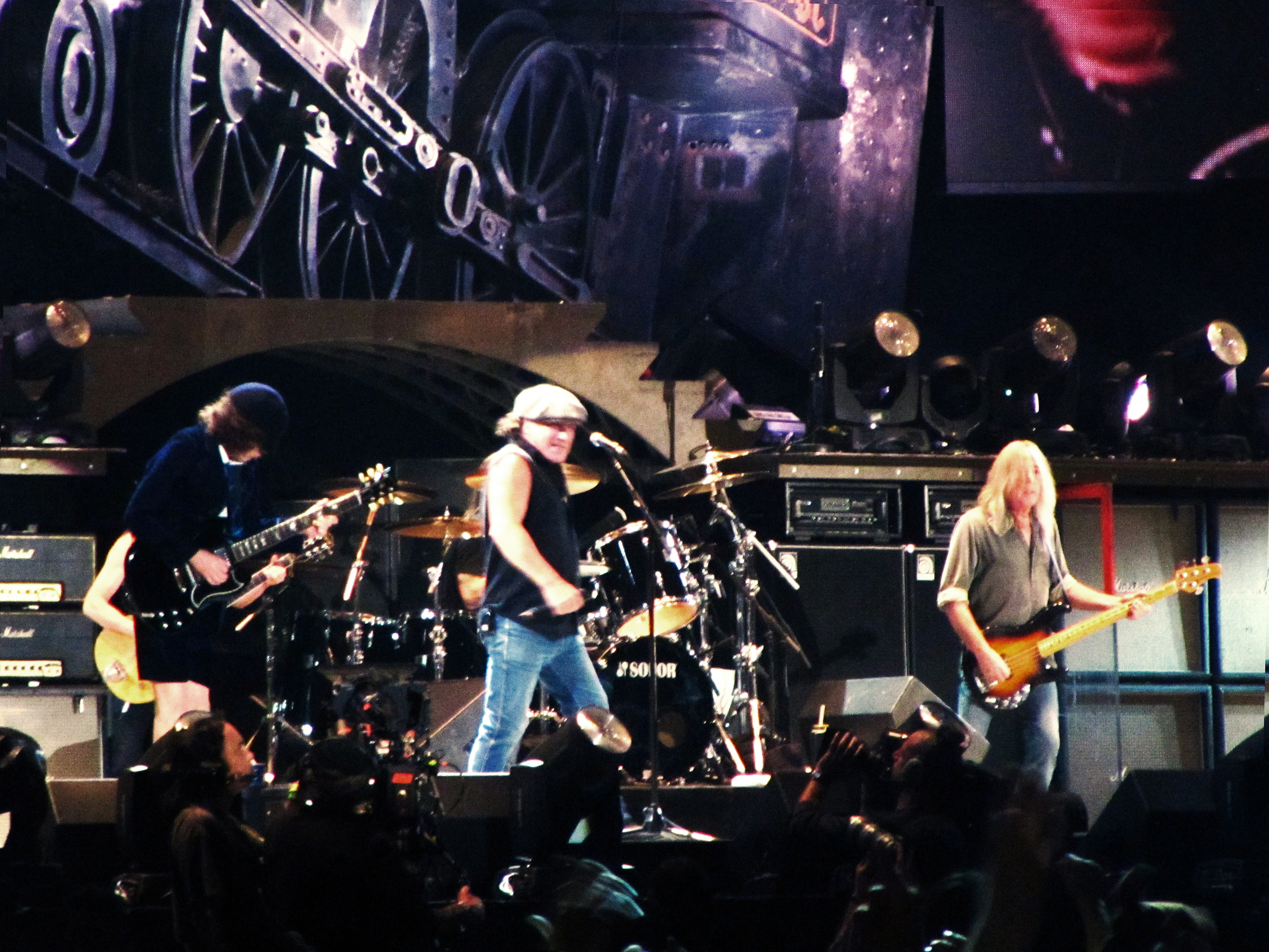
AC/DC vào năm 2009, trong chuyến lưu diễn Black Ice World Tour của nhóm

AC/DC đã biểu diễn ba buổi diễn bán hết vé vào tháng 12 năm 2009, trong chuyến lưu diễn Black Ice World Tour của họ. Các chương trình này được quay và phát hành trên DVD và Blu-ray Live at River Plate, được phát hành vào tháng 5 năm 2011. Vào tháng 11 năm 2012, họ đã phát hành một album trực tiếp của phần thứ hai trong số ba chương trình, diễn ra vào ngày 4 tháng 12.
Các rocker huyền thoại Bon Jovi của New Jersey đã biểu diễn tại sân vận động nhiều lần, gần đây nhất là vào năm 2010 trong khuôn khổ The Circle Tour.
Ban nhạc Coldplay biểu diễn tại sân vận động vào ngày 26 tháng 2 năm 2010 trong Viva la Vida Tour.
Vào tháng 5 năm 2011, Nữ hoàng tuổi teen, Miley Cyrus đã mang đến chuyến lưu diễn Gypsy Heart Tour của cô đã bán hết vé trong một tuần, lấp đầy sân vận động với 65.000 người, trở thành nữ nghệ sĩ thứ ba lấp đầy sân vận động sau Shakira và Madonna.
Roger Waters đã biểu diễn chín buổi hòa nhạc tại sân vận động vào tháng 3 năm 2012, trong đó anh và ban nhạc của mình đã biểu diễn toàn bộ The Wall trong chuyến lưu diễn The Wall Live năm 2010-2012 của họ.
Kiss biểu diễn vào ngày 3 tháng 9 năm 1994; 14 tháng 3 năm 1997; 10 tháng 4 năm 1999; 5 tháng 4 năm 2009 và 7 tháng 11 năm 2012. Buổi hòa nhạc năm 2009 được thu âm và cuối cùng được phát hành dưới dạng DVD sáu bài hát trực tiếp được bao gồm trong gói đĩa ba Sonic Boom.
Lady Gaga đã biểu diễn một buổi diễn cháy vé tại đây cho chuyến lưu diễn The Born This Way Ball vào ngày 16 tháng 11 năm 2012.
Lễ hội Monsters of Rock được tổ chức tại sân vận động vào năm 1994 và 1999 với các ban nhạc như Kiss, Black Sabbath, Slayer, Metallica, Sepultura.
Metallica biểu diễn tại sân vận động vào năm 1999 trong lễ hội Monsters of Rock và vào năm 2010 trong World Magnetic Tour.
Iron Maiden đã biểu diễn tại địa điểm này vào ngày 27 tháng 9 năm 2013 trong khuôn khổ Maiden England World Tour. Các thợ kim loại huyền thoại của Anh đã biểu diễn cho hơn 60.000 người trong một chương trình kéo dài 145 phút.
Soda Stereo biểu diễn buổi hòa nhạc cuối cùng vào ngày 20 tháng 9 năm 1997 trong chuyến lưu diễn chia tay. Buổi hòa nhạc này đã được thu âm và phát hành thành hai phần, El Último Concierto A và B và DVD. Sau đó, họ đã biểu diễn một loạt sáu buổi hòa nhạc lịch sử bán hết vé tại sân vận động vào năm 2007 trong chuyến lưu diễn Me Verás Volver, giữ kỷ lục của các ban nhạc Nam Mỹ và Tây Ban Nha, với các buổi hòa nhạc bán hết vé nhất tại cùng một sân vận động. Một trong những buổi hòa nhạc đã được thu âm và trở thành CD/DVD Gira Me Verás Volver.

## Cơ sở vật chất

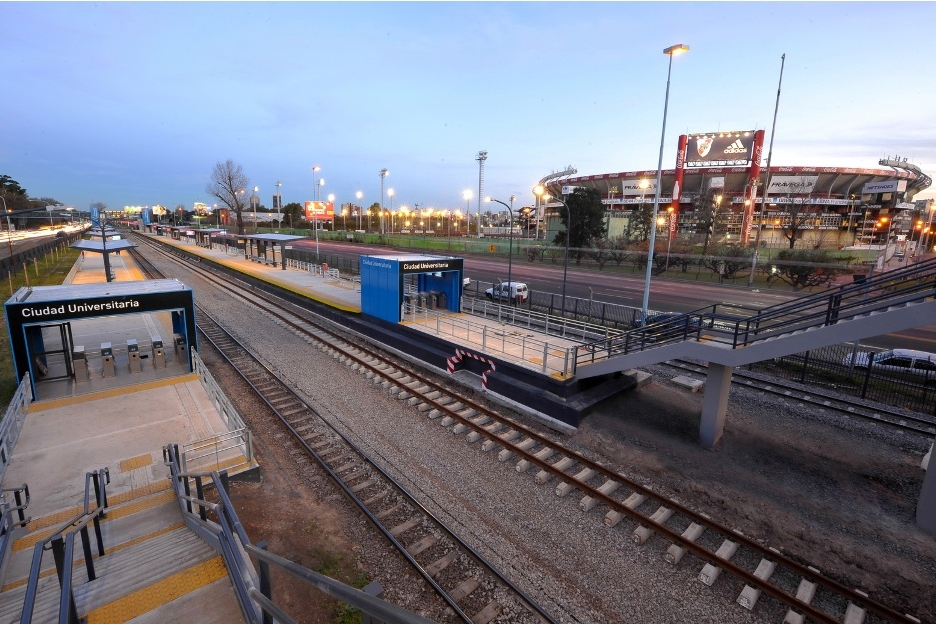
Ga Ciudad Universitaria bên cạnh sân vận động

Sân vận động có sức chứa 74.624 người sau khi được cải tạo cho World Cup 1978. Trận khai mạc và trận chung kết đều được tổ chức tại Monumental, nơi có sức chứa 76.600 người vào thời điểm đó vì tất cả các khán đài phổ biến đều chỉ đứng.

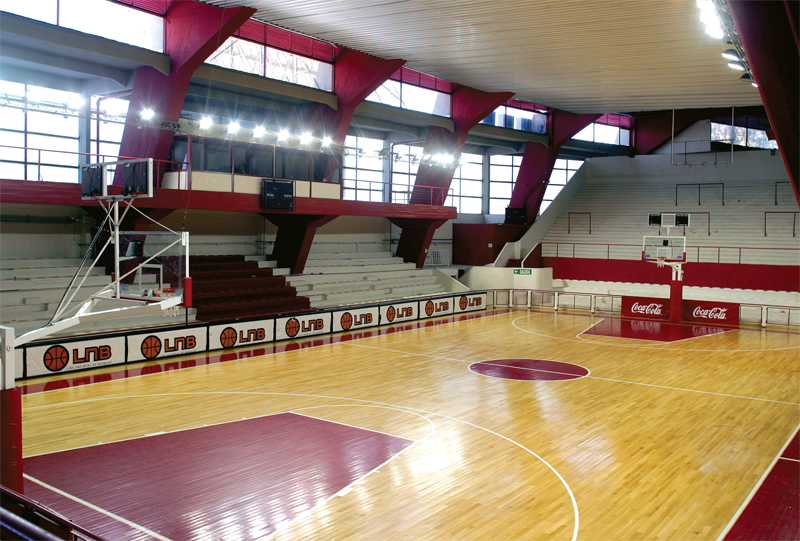
Microestadio, nhà thi đấu trong nhà tổ chức các trận đấu bóng rổ và bóng chuyền của River Plate.

Khu liên hợp sân vận động cũng có các cơ sở cho quần vợt, bóng rổ và các môn thể thao khác, cũng như các khu sinh hoạt cho các cầu thủ trẻ, một hội trường nhà hát, một bãi đậu xe, bảo tàng, v.v. Có thể đi đến bằng một số tuyến xe lửa và xe buýt vì nó nằm trong khoảng cách đi bộ từ trung tâm giao thông Barrancas de Belgrano. Trái ngược với hầu hết các sân vận động khác trong khu vực Buenos Aires, có một bãi đậu xe hơi khá lớn bên ngoài sân vận động.

### Cải tạo 2014–2016
Trong những năm gần đây, với chính quyền mới, sân vận động đã trải qua một chương trình cải tạo sâu rộng, từ hậu cần của người dân đến trưng bày của sân vận động.
- Vào tháng 11 năm 2014, màn hình của sân vận động đã được gỡ bỏ và một đèn led đủ màu mới được lắp đặt; một cái rộng 19,45m và cao 7,16m, gấp ba lần kích thước của cái cũ và nó trở thành màn hình lớn nhất ở một sân vận động Nam Mỹ.[10] Đồng thời, một Câu lạc bộ Paddock mới và chỗ ngồi dành cho khách tiếp khách đã được lắp đặt tại tầng mặt sân.
- Vào tháng 8 năm 2015, nhà ga Ciudad Universitaria được khai trương trên tuyến Belgrano Norte để phục vụ cả sân vận động và khuôn viên Ciudad Universitaria của Đại học Buenos Aires nằm ở phía bên kia đường ray. Sân vận động được kết nối với nhà ga bằng một cầu cạn và tuyến kết nối sân vận động với cả trung tâm Buenos Aires thông qua nhà ga Retiro và một số khu vực ngoại ô phía bắc của thành phố.[11] Đã có những cải tạo lớn trong các phòng tắm, và các màn hình led được lắp đặt trong các hộp và quầy hàng.
- Vào tháng 11 năm 2015, Bảo tàng River Plate đã được đổi mới hoàn toàn: các điểm tham quan được thêm vào và một cửa hàng River Plate được xây dựng, nơi bán các sản phẩm được cấp phép chính thức.[12]
- Vào tháng 12 năm 2015, một tấm vỏ bằng kính cường lực đã được lắp đặt trên các vòng dưới bên ngoài của sân vận động để tạo ra bầu không khí tốt hơn cho khán giả.

Kế hoạch cải tạo vẫn đang được tiến hành khi câu lạc bộ tìm kiếm nguồn vốn cho một kế hoạch cải tạo lớn bao gồm nâng sức chứa sân vận động lên 80.000 khán giả.